# 对马方言
日语对马方言分布在长崎县对马岛。

## 系属分类
尽管对马岛是个地势崎岖的岛屿，但它的方言相对比较统一。南端的津田是唯一的例外。奥村三雄 (1990)假设对马岛的政治文化中心——严原的新词汇特征按方言周圈论传播，似乎对地理上孤立的津井影响很小。:136–175
对马方言总体上很接近九州方言，不过具体如何演化仍旧存疑。对马方言一般被分类为肥筑方言（西北九州），不过也有一些丰日方言（东九州）元素。对马方言的声调系统整体上可被视作肥筑方言筑前话的变种。不过奥村三雄 (1990)认为津井的声调系统很不可能是筑前型的祖先，而是更接近丰日方言的丰前型。他质疑了主流的筑前说，因为津井的方言似乎比对马岛上其他地方更保守。

## 词汇
对马因其古老的习俗吸引了许多民俗学研究者，而对马方言对语言学家来说则不那么有趣，因为它的词汇在整个日本俯拾皆是。对马方言部分特色词汇有わむ(U形谷)和さえ(V形谷)。:248–257
值得注意的是，对马方言几乎完全没有朝鲜语的影响。因为对马岛的地理位置靠近韩国，在外交上也有着特殊的地位，所以语言学家曾期望在对马方言中看到一些朝鲜语的痕迹。:1–21然而，他们没法通过田野调查检验这一猜想，出于对马岛的战略重要性，到达岛上受军队限制。在1950到1951年，日本语言学会与其他几个学术机构终于进行了一次全面的研究。令人惊讶的是，朝鲜语对对马方言几乎没有影响。他们在最北端的鳄浦能找到的只有几个朝鲜语借词，如やんばん(“富人”，来自朝鲜语양반)、ぺえ(“船”，来自朝鲜语배)和ちょんが(“未婚[朝鲜]男子”，来自朝鲜语총각)。这些词没被本土化，而且使用者能清楚意识到它们的外语来源。:105–106:171–187朝鲜语고구마（甘薯）可能借自对马方言。九州南部称甜薯为こうこういも，越向北移动越靠近朝鲜语形式：中西对马方言こうこも和北对马方言的こごも。